# Joseph Sabobo Banda
Joseph Sabobo Banda (Lusaka, 17 dicembre 2005) è un calciatore zambiano, centrocampista dell'Hapoel Be'er Sheva e della nazionale zambiana.

## Carriera

### Club
Ha iniziato a giocare a calcio in patria con le maglie di Atletico Lusaka, Red Arrows e Nkwazi.
Il 16 gennaio 2024 è stato acquistato dallo Zurigo che lo ha inizialmente assegnato alla seconda squadra in Promotion League. Il 15 maggio ha debuttato in prima squadra nell'incontro di Super League vinto 2-1 contro il Servette.

### Nazionale
Ha debuttato con la nazionale zambiana il 6 settembre 2024 nell'incontro di qualificazione per la Coppa d'Africa 2025 perso 2-0 contro la Costa d'Avorio.

## Statistiche

### Presenze e reti nei club
Statistiche aggiornate al 6 settembre 2024
| Stagione        | Squadra         | Campionato      | Campionato | Campionato | Coppe nazionali | Coppe nazionali | Coppe nazionali | Coppe continentali | Coppe continentali | Coppe continentali | Altre coppe | Altre coppe | Altre coppe | Totale | Totale | Totale |
| Stagione        | Squadra         | Comp            | Pres       | Reti       | Comp            | Pres            | Reti            | Comp               | Pres               | Reti               | Comp        | Pres        | Reti        | Pres   | Reti   |        |
| --------------- | --------------- | --------------- | ---------- | ---------- | --------------- | --------------- | --------------- | ------------------ | ------------------ | ------------------ | ----------- | ----------- | ----------- | ------ | ------ | ------ |
| 2023-2024       | Zurigo II       | PL              | 13         | 3          | -               | -               | -               | -                  | -                  | -                  | -           | -           | -           | 13     | 3      |        |
| 2023-2024       | Zurigo          | SL              | 2          | 0          | CS              | 0               | 0               | -                  | -                  | -                  | -           | -           | -           | 2      | 0      |        |
| 2024-2025       | Zurigo          | SL              | 2          | 1          | CS              | 0               | 0               | UECL               | 1                  | 0                  | -           | -           | -           | 3      | 1      |        |
| Totale Zurigo   | Totale Zurigo   | Totale Zurigo   | 4          | 1          |                 | 0               | 0               |                    | 1                  | 0                  |             | -           | -           | 5      | 1      |        |
| Totale carriera | Totale carriera | Totale carriera | 17         | 4          |                 | 0               | 0               |                    | 1                  | 0                  |             | -           | -           | 18     | 4      |        |

### Cronologia presenze e reti in nazionale
| Cronologia completa delle presenze e delle reti in nazionale ― Zambia | Cronologia completa delle presenze e delle reti in nazionale ― Zambia | Cronologia completa delle presenze e delle reti in nazionale ― Zambia | Cronologia completa delle presenze e delle reti in nazionale ― Zambia | Cronologia completa delle presenze e delle reti in nazionale ― Zambia | Cronologia completa delle presenze e delle reti in nazionale ― Zambia | Cronologia completa delle presenze e delle reti in nazionale ― Zambia | Cronologia completa delle presenze e delle reti in nazionale ― Zambia |
| Data                                                                  | Città                                                                 | In casa                                                               | Risultato                                                             | Ospiti                                                                | Competizione                                                          | Reti                                                                  | Note                                                                  |
| --------------------------------------------------------------------- | --------------------------------------------------------------------- | --------------------------------------------------------------------- | --------------------------------------------------------------------- | --------------------------------------------------------------------- | --------------------------------------------------------------------- | --------------------------------------------------------------------- | --------------------------------------------------------------------- |
| 6-9-2024                                                              | Bouaké                                                                | Costa d'Avorio                                                        | 0 – 0                                                                 | Zambia                                                                | Qual. Coppa d'Africa 2025                                             | -                                                                     | 90’                                                                   |
| 10-9-2024                                                             | Lusaka                                                                | Zambia                                                                | 3 – 2                                                                 | Sierra Leone                                                          | Qual. Coppa d'Africa 2025                                             | -                                                                     | 46’                                                                   |
| 11-10-2024                                                            | Ndola                                                                 | Zambia                                                                | 0 – 0                                                                 | Ciad                                                                  | Qual. Coppa d'Africa 2025                                             | -                                                                     | 63’                                                                   |
| 15-10-2024                                                            | Yaoundé                                                               | Ciad                                                                  | 0 – 1                                                                 | Zambia                                                                | Qual. Coppa d'Africa 2025                                             | -                                                                     | 60’ 82’ 90+2’                                                         |
| 15-11-2024                                                            | Ndola                                                                 | Zambia                                                                | 1 – 0                                                                 | Costa d'Avorio                                                        | Qual. Coppa d'Africa 2025                                             | -                                                                     | 90+2’                                                                 |
| 19-11-2024                                                            | Monrovia                                                              | Sierra Leone                                                          | 0 – 2                                                                 | Zambia                                                                | Qual. Coppa d'Africa 2025                                             | -                                                                     | 90+1’                                                                 |
| 25-3-2025                                                             | Mosca                                                                 | Russia                                                                | 5 – 0                                                                 | Zambia                                                                | Amichevole                                                            | -                                                                     |                                                                       |
| Totale                                                                |                                                                       | Presenze                                                              | 7                                                                     |                                                                       | Reti                                                                  | 0                                                                     |                                                                       |